# Megachile cinctiventris
Megachile cinctiventris là một loài Hymenoptera trong họ Megachilidae. Loài này được Friese mô tả khoa học năm 1916.